# 贝特曼原理
生物学上，贝特曼原理指的是雌性通常在生育时比雄性投入更多能量，因此在多数物种中雌性必須操作有限的资源而趨於被動，雄性将为争夺她们而竞争。该理论是以英国遗传学家安格斯·约翰·贝特曼（1919–1996）命名的。

## 描述
雌性在生育每个后代时投入相对多的精力。贝特曼将这种不对等的投入归因于配子形成时的差异：精子比卵子更廉价。一个雄性能够轻易使同一雌性的所有卵子受精——雌性就不需要同超过一个的雄性交配。而一个雄性与多个雌性交配，便可以生育更多后代。总的来说，一个雄性的潜在生殖成功率受与它交配的雌性数量限制，而一个雌性的潜在生殖成功率受它所能产生的卵子数量限制。这导致了性选择：雄性之间互相竞争，而雌性选择同哪个雄性交配。作为异配生殖的结果，雄性基本上倾向滥交，雌性则倾向于选择。

### 贝特曼的研究
贝特曼的结论来自他对黑腹果蝇交配行为的观察研究。他假定雄性生殖成功率随配偶数量增加而增加，雌性则不然。他认为这个假设可以通过雄性与雌性配偶数量的差别以及对一定数量雄性生殖成功率的记录来阐明。
为了检测这一点，贝特曼让一些未交配过的果蝇親代杂交，每一对都带着特有的显性突变表型。他从两种性别各挑选3 - 5只果蝇放入牛奶瓶3 - 4天，允许雌性产卵，然后移除親代果蝇，对孵化的后代进行计数。因为多数（75%）后代会表达父母中一个或两个的显性基因，贝特曼从后代的基因型来推出每个果蝇的配偶数。通过后代带有父母显性基因的数量来推测繁殖的成效。贝特曼的结论是：雄性的配偶数量波动大于雌性；“雄性的繁殖力与配偶数直接成比例……而雌性，如果有至少一个配偶，那么配偶的多少无关紧要”。(Bateman,1948)

### 结论
- “后代的数量对雌性是有限的，而对雄性事实上是无限的，如果它能够找到足够多雌性与之交配的话。所以一般来说雌性比雄性更倾向于选择。”(Hewett 2003)

- “雄性能够轻易生产如此多的精子，比足够使所有能与之交配的雌性全部受精的数量更多……雄性的发展对求爱和势力范围或者其他与别的雄性竞争的方面提出强烈诉求”（Williams 1966）

- “对于多数动物，雌性的繁殖力受到卵子生产的限制，常导致它们营养的严重紧张。在哺乳动物中对应的限制因素是子宫营养及产奶，它们一起构成了养育子代的能力。然而在雄性中，繁殖力很少被精子生产所限制，而是与使之受精的雌性数量有关……总的来说，雌性个体繁殖力受到的限制大过雄性……这能够解释为什么在雌雄异体的生物中，雄性不加区别的渴欲几乎总是与雌性有鉴别的被动性相结合。”(Bateman 1948)

- “在一夫多妻的物种中，雄性繁殖成效的区别似乎比雌性要大。”（Huxley 1938）

- “雌性，除了极少例外，不像雄性那么渴欲……它更加害羞，而且据观察常常尽力长时间的逃避。”（Darwin 1871）

## 反例和例外
一些现代进化生物学家相信贝特曼原理对很多物种来说是不正确的，它不应被当作有效的原理。奥利维亚·贾德森（Judson 2002:10–13）认为贝特曼原理的构想被他试验中的一些因素（比如观测时间短）限制。蒂姆·伯克希德（Birkhead 2001）也记录了贝特曼原理的大量例外，关注于精子竞争。

### 贝特曼研究中的瑕疵
研究者们重构了贝特曼1948年的最初实验，以现在对遗传学和统计学的理解批评了其结果。他们发现贝特曼的许多结论是因为遗传技术的不足以及统计学的错误和误差。（Snyder & Gowaty 2007）
- 贝特曼选择突变蝇群是因为它们有可见的形态畸形（眼睛、翅膀、毛发等）。这些突变很容易辨识，但可能受杂交、配偶选择或流动性干扰。因此这些突变有着不同的繁殖成功率。
- 纯种的突变蝇群一般是近亲繁殖的，它们一般繁殖成功率较低，可发育的后代较少。而且，许多突变蝇生来就消除了多数遗传变异，除了纯种突变，因而蝇群内的个体都是近亲。这样一来样本就缺乏独立性，试验的样本大小和可复现性都被降低。
- 一些突变蝇群是纯和致死的，而多于一种突变杂合的个体生育力降低。这导致一些后代基因型的过早凋亡，导致了计数时的偏差。
- 雌果蝇要4天才能性成熟，雄性只要1天。贝特曼的实验历时3-4天，使用了不同年龄的果蝇。因此没有性成熟的雌果蝇没有机会选择多个配偶。
- 对配偶数量差异的测算存在计算错误。现在的计算显示他的多数结果并没有统计学意义。

对贝特曼最初数据的重新分析显示，不论雄性或雌性，繁殖成功率与配偶数量都有着重要联系（虽然这种趋势在雄性中更强）。两种性别都在与多个性伴侣交配中获益，虽然雄性更多的如此。

### 雌性也可以滥交
贝特曼原理暗示雌性是挑剔的，因为它与多个配偶交配益处不大。根据对许多物种的观察，从兔子到果蝇，雌性若与多个雄性交配会有更多后代。这看上去与贝特曼的理论相抵触，尤其是他对“雄性若有多个配偶则子女会增多，雌性则不然”的断言（Judson 2002:11–13）。贝特曼原理的反例大量存在，这可以解释雌性滥交的进化。雌性实际上获益很多，获益的多少则根据物种的不同而不同：
遗传兼容性
有些雄性和雌性基因组的结合是不匹配的，导致败育或子代发育能力的降低。与多个雄性交配可以增加找到相容配偶的可能性。例如，在长臂天牛拟蝎中，一次与两名雄性交配的雌性倾向于比与同一雄性交配一次的雌性拥有更多能够发育成熟的子代。这可能是因为这样的雌性把鸡蛋放在不同的篮子里的缘故（Judson 2002; Knight 2002）。
近亲繁殖风险的降低
近亲繁殖的后代较易产出不兼容的或劣质的后代，因为遗传多样性较低。辉蓝细尾鹩莺比较不喜欢活动，扩散率较低。虽然该物种是一夫一妻制，在社群之内杂交会形成高度近亲繁殖的动物群。雌性会寻求与群外的雄性交配，这样便能产出更成功，遗传上更多元的后代（Brooker et al. 1990）。
保护年幼的后代
雄性黑猩猩、狮子以及其他许多哺乳动物，会杀掉无亲缘关系的后代以促使雌性进入发情期，为雄性提供交配机会。与多个雄性交配，雌性可以掩盖她婴儿的父亲身份，雄性感到婴儿可能是自己的，杀婴的可能性就会降低（Judson 2002; Wolff & Macdonald 2004）。
上多重保险以防止不育
在有些物种，比如黑眼鲈鱼，交配和受精相隔数月。若雌性与精子不育的雄性交配，她只好等到下个繁殖周期。滥交的雌性会与多个雄性交配以保证她的卵子能够成功受精（Judson 2002）。

### 雄性也能倾向于选择
贝特曼的理论是基于这样一种假设：雄性倾向滥交，因为它们的配子代价低、数量没有限制。然而雄性也可能为生殖投入很多，这导致它们会仔细选择配偶。一些假说解释了这类行为的进化。
精子不总是廉价
虽然生产单个精子耗费的能量较少，然而生产足够使雌性的卵子受精的精子却常常耗费大量能量。
- 二裂果蝇的精子有58mm长的鞭毛，睾丸完全发育要17天。多种假说可以解释巨型精子的进化——这种精子为受精卵的发育提供营养，作为直接的亲代投资；它们大到可以封锁雌性的生殖道，防止精子竞争；它们每一个都大到能被传递给雌性，因而雄性只需要生产数量足够使可用的卵子受精的精子。因为这种精子如此巨大，受精的成功率增加了（Méry & Joly 2002）。

- 一种细尾鹩莺一次可射出80亿精子（人类是1,800万）。这些物种中备用的配偶很常见，精子竞争很激烈。一个个体可以通过生产比对手更多精子的方法来增加使雌性卵子受精的机会。很多其他物种也采用了类似策略，生产这么多的精子要求投入大量资源，需要几天甚至数周才能恢复（Pruett-Jones & Tuttle 2007）。

交配可以是费力的
许多物种的雌性需要多次交配以刺激排卵和生产受孕所需的激素。这需要雄性投入大量能量。母狮生产一小窝幼狮可能需要超过100次交配。这种适应可以确保配偶的强壮及健康，提高后代的质量（Judson 2002）。
性别角色逆转：雄性可以投入很多
贝特曼原理最有名的反例是存在一些性别角色逆转的物种：海马、矶鹞和水雉，在这些物种中雄性投入更多精力养育子代、较安静，而雌性更多花纹，更多为势力范围而争斗（Emlen & Oring 1977;Knowlton 1982; Berglund, Widemo & Rosenqvist 2005）。因为这些物种中的雌性扮演了贝特曼所预言的雄性的角色，许多人相信这些例子实际上支持了而不是削弱了他的理论（Flinn 2004）。在人类中亦存在着高攀婚姻现象，男性为了达到女性配偶的要求必须努力取得更高的社会经济地位。

### 贝特曼原理的其他反例
研究显示在某些物种中雄性会保护一名雌性并只与她交配，并试着防止她与其他雄性交配。这些物种包括竹节虫、爱达荷地松鼠（Judson 2002:9–10）。这些观察资料也能挑战贝特曼的理论，尤其是“一个男性的繁殖成效随着配偶数量增加而增加”的论断。
雌性不一定总是在生育后代时投入更多。比如那些在水中完成产卵和受精的物种，每种性别的投入几乎相等。对于体内受精的动物，为了每个卵子要生产许多精子；所以，虽然生产每个精子所耗的能量叫卵子低，许多物种的雄性较雌性在生产配子上投入的能量更大（Judson 2002:29–33）。
认为在生育子代时投入更多的性别将成为有限的资源的论断不一定正确。比如，对于花，花的雌性部分比雄性部分在生产种子上投入更多。但对于多数开花植物的繁殖却被雄性配子——花粉的传递所限制，而不是雌性配子的生产（Judson 2002:197）。
贝特曼“雄性无鉴别的渴欲和雌性有鉴别的被动差不多总是结合在一起”的论点以及他关于异配生殖的物种都是一夫多妻的假设都遭到否定，因为许多物种是一妻多夫的（Judson 2002:12–13）。

## 延伸阅读
- Angeloni, L.; Bradbury, J.W.; Charnov, E.L., , Behavioral Ecology, 2002, 13 (3): 419–426, doi:10.1093/beheco/13.3.419
- Charnov, E.L., , Princeton, NJ: Princeton University Press, 1982, ISBN 0-691-08311-8
- Maynard Smith, J., , Cambridge, UK: Cambridge University Press, 1978, ISBN 0-521-29302-2